# Liste des maires de Drummondville
Pour un article plus général, voir Drummondville.
Le maire ou la mairesse de Drummondville est le chef de l'exécutif de la Ville de Drummondville, au Québec. Stéphanie Lacoste exerce la fonction depuis le 8 novembre 2021. Elle est la deuxième femme à occuper le poste.

## Pouvoirs et statut
Le maire est élu au suffrage universel direct par tous les électeurs de la ville de Drummondville. L'élection a lieu tous les quatre ans, le premier dimanche de novembre, en même temps que les autres municipalités au Québec.
Le maire est responsable de la nomination des membres du Conseil exécutif de la ville de Drummondville et est libre de les retirer à tout moment. 

## Liste des maires
Village
- 1875 - 1885 : William John Watts[2]
- 1885 - 1886 : Edward John Hemming
- 1886 - 1888 : Jean Urgel Richard

Ville
- 1888 - 1889 : Jean Urgel Richard
- 1889 - 1897 : Joseph-Éna Girouard[3]
- 1897 - 1897 : Henri Vassal
- 1898 - 1902 : J. William Mitchell
- 1902 - 1903 : Joseph A. Bousquet
- 1903 - 1905 : Henri Girard
- 1905 - 1908 : Napoléon Garceau
- 1908 - 1909 : David Hébert
- 1909 - 1912 : Napoléon Garceau
- 1912 - 1914 : Ovide Brouillard
- 1914 - 1918 : Alexandre Mercure
- 1918 - 1920 : J. Ovila Montplaisir
- 1920 - 1924 : Napoléon Garceau
- 1924 - 1936 : Walter Moisan
- 1936 - 1938 : Eugène Pelletier
- 1938 - 1942 : Arthur Rajotte
- 1942 - 1948 : Joseph Garon
- 1948 - 1950 : Gaston Ringuet
- 1950 - 1954 : Antoine Biron
- 1954 - 1955 : Jean B. Michaud
- 1955 - 1966 : Marcel Marier
- 1966 - 1983 : Philippe Bernier
- 1983 - 1987 : Serge Ménard
- 1987 - 2013 : Francine Ruest-Jutras
- 2013 - 2020 : Alexandre Cusson
- 2020 - 2020 : Yves Grondin (intérim)
- 2020 - 2021 : Alain Carrier
- 2021 - 2025 : Stéphanie Lacoste